# Pecari maximus
Pecari maximus (Пекарі гігантський) — вид ссавців родини Таясових. Ґрунтуючись на мтДНК, P. tajacu й P. maximus, за оцінками, розійшлися 1.0-1.2 млн років тому.

## Середовище проживання
Був виявлений в Бразилії. Гігантський пекарі мешкає в річковому басейні тропічного лісу. він добрий плавець і добре пристосований до життя на воді. 

## Морфологія
Морфометрія. довжина голови й тіла: 127 см, висота в плечах 85 см, хвіст присутній тільки в зародку, вага: 40-50 кг.
Опис. 
Ноги в пропорції до тіла довші й тонші порівняно з Pecari tajacu. Волосся чорне, гладке.

## Стиль життя
На відміну від тісно пов'язаного P. tajacu не живе у великих групах з кількох сотень тварин. Замість цього, тварини рухаються в парах, з одним або двома поросятами. Ван Рузмален підозрював, що гігантський пекарі територіальний. Територіальність, відносно непомітний спосіб життя, в поєднанні з досить малою густиною проживання, могли бути причиною того, що гігантський пекарі так довго залишався невикритим. 
Гігантський пекарі їсть насіння і непередбачений спожиток, який знаходить на землі. Тут теж, він відрізняється від P. tajacu, з яким поділяє середовище проживання: той риється в ґрунті в пошуках коріння, трюфелів і паростків, що відбивається в їх кремезному рилі.

## Загрози та охорона
Зростаюча вирубка тропічних лісів, разом з полюванням на пекарі є загрозами. МСОП не веде облік гігантського пекарі як окремого виду.